# Общественная улица (Чернигов)
Общественная улица (укр. Громадська вулиця) — улица в Новозаводском районе города Чернигова. Пролегает от пересечения проспекта Мира и улицы Лётная до пересечения улиц Любечская и Казацкая. 
Примыкают улицы Ивана Рашевского, Казацкая, Каштановая, Инструментальная.
По названию улицы именуется остановка общественного транспорта, расположенная по проспекту Мира.

## История
Общественная улица проложена в 1930-х годах. В 1950—1960-е года застраивалась улица промышленными предприятиями, например введён в эксплуатацию овощесушильный завод в 1956 году, хлебозавод № 2 — 1965 года
В 1980 году Общественная улица переименована на улица Борисенко — в честь украинского советского государственного и политического деятеля Николая Михайловича Борисенко.
24 декабря 2015 года улице было возвращено историческое название, согласно Распоряжению городского главы В. А. Атрошенко Черниговского городского совета № 308-р «Про переименование улиц города» («Про перейменування вулиць міста»)

## Застройка
Начало улицы пролегает в юго-западном направлении параллельного улице Академика Рево. Затем, сделав плавный поворот, пролегает в северо-западном направлении к ж/д линии Чернигов—Горностаевка. В конце, дойдя до ж/д линии Чернигов—Горностаевка, улица делает поворот и пролегает в юго-восточном направлении.
Начало (восточная часть) улицы (до примыкания улицы Казацкая) парная и непарная стороны заняты усадебной застройкой, частично многоэтажной жилой застройкой (два 5-этажных дома). Конец (западная часть) улицы парная и непарная стороны заняты промышленными, коммунально-складскими (автотранспортными, строительными) предприятиями. Конец улицы непарной стороны занят нежилой застройкой, парной стороны — не настроен (лесополоса вдоль ж/д линии).. 
|              |                 |                      |                              |
| начало улицы | средний участок | «Черниговавтосервис» | «Черниговский хлебокомбинат» |

Учреждения:
1. дом № 34 — районная больница ветеринарной медицины
2. дом № 39 — автотранспортное предприятие «Черниговавтосервис»
3. дом № 41 — «Черниговский хлебокомбинат» хлебозавод № 2
4. дом № 41А — завод продтоваров «Ясень»
5. дом № 45 — овощесушильный завод
6. дом № 47 — «Черниговвторчермет»
7. дом № 60 — завод «Метиз», металлобаза
8. дом № 66 — управление патрульной полиции в Черниговской области

Мемориальные доски:
1. дом № 23Б — Герою Советского Союза Ивану Остаповичу Мозговому — на доме, где жил (1956-2004)